# Mudrakovac
Mudrakovac (cyr. Мудраковац) – wieś w Serbii, w okręgu rasińskim, w mieście Kruševac. W 2011 roku liczyła 4059 mieszkańców. Z tej miejscowości pochodzi klub piłkarski FK Mudrakovac.